# Aliya bint Ali

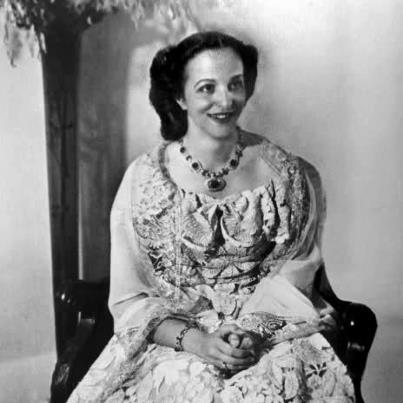

Königin Aliya bint Ali von Hedschas (arabisch عالية بنت علي, DMG ʿĀliya bt. ʿAlī; 1911 – 21. Dezember 1950) war eine arabische Prinzessin und eine irakische Königsgemahlin. Sie war die Ehefrau und erste Cousine von König Ghazi und die Königinmutter von König Faisal II. Sie war die zweite und letzte Königin des Irak.

## Leben

### Herkunft
Prinzessin Aliya (oder Alia) bint Ali war die zweite Tochter von Ali bin Hussein, König von Hedschas und Scherif von Mekka.
Am 25. Januar 1934 heiratete Aliya bint Ali ihren Cousin, König Ghazi I., in Bagdad, der Hauptstadt des Haschemitischen Königreichs Irak. Sie hatten einen Sohn, Faisal II.
Königin Aliya trennte sich schließlich von König Ghazi. Als Ghazi am 4. April 1939 bei einem Autounfall starb, wurde der Politiker Nuri as-Said weithin verdächtigt, an seinem Tod beteiligt zu sein. Bei der königlichen Beerdigung sangen die Massen: „Du wirst für das Blut von Ghazi antworten, Nuri.“ Nuri wurde verdächtigt, mit Königin Aliya in Kontakt zu stehen und mit dem Bruder der Königin, Abd ul-Ilah, die Absetzung des Königs geplant zu haben. Nuri unterstützte die Einsetzung von Abd ul-Ilah als Regent für Ghazis Nachfolger Faisal II., der noch minderjährig war. Der neue Regent war anfangs Nuris Einfluss ausgesetzt. Da Aliyas Sohn nicht heiratete, war Aliya die letzte Königin des Irak.

### Verdächtigung bezüglich des Todes eines Dieners
Königin Aliya wurde von den Briten verdächtigt, etwas mit dem Tod eines jungen Dieners des Palastes zu tun zu haben.
König Ghazi I. wurde verdächtigt, eine außereheliche Affäre mit einem jungen männlichen Diener gehabt zu haben. Britische Quellen schrieben 1938, dass sein schlechter Ruf "weiter getrübt" wurde, als ein "Negerjugendlicher", der im Palast beschäftigt war, starb, indem er "versehentlich" einen Revolver entlud, weil der König ihn nicht vor seiner Nachmittags-Siesta entfernte.
Ein offizieller Polizeiexperte entschied, dass die Erklärung des Palastes mit der polizeilichen Untersuchung übereinstimmte., aber die Briten vermuteten, dass einer der "Anhänger" der Königin den Jungen getötet haben könnte, da der Junge als "der Segensbegleiter des Königs in Ausschweifungen" verdächtigt wurde und die Königin daher eine "tiefe Abneigung" gegen den Jungen hatte. Der König war nach diesem Vorfall in Panik und befürchtete ein bevorstehendes Attentat.

## Auszeichnungen
Nationale Auszeichnungen
- Dame des Großordens der Haschimiden[5]